# Pičín (Jankov)
Pičín (Duits: Pitschin of Pitschin bei Jankau) is een Tsjechische plaats in de gemeente Jankov, regio Midden-Bohemen, en maakt deel uit van het district Benešov. Het dorp ligt op ongeveer 3 kilometer afstand van Jankov en op ongeveer 11 kilometer afstand van Votice.
Pičín telt 74 inwoners (2021).

## Geografie
Door het dorp stroomt de rivier de Chotýšanka, een zijrivier van de Blanice, die aan de rand van het dorp uitmondt in de Pičínskývijver.

## Geschiedenis
De eerste schriftelijke vermelding van het dorp dateert van 1379. In die tijd heette het dorp nog Pičína en stonden naast de Pičínskývijver een fort en Meierhof. De eerst bekende eigenaar van Pičín was Ješek Žluva (overleden in 1381), daarna Matěj (overleden in 1390) en later Jakub van Pičína en zijn vrouw Anna. Gedurende de daaropvolgende eeuwen bleef het dorp geregeld van eigenaar wisselen. Vanaf 1571 behoorde heel Pičín tot Jankov en stond het onder bestuur van de familie Jankovský z Talmberk. Tijdens de Dertigjarige Oorlog raakte de Meierhof in verval en verdween ook het fort.
In 1904 werd de plaatselijke vrijwillige brandweer opgericht. Vanaf 1914 was Pičín een zelfstandige gemeente en in 1920 werd een bibliotheek opgericht. In 1923 bouwden de nieuwe kolonisten een kapel met klok bij de vijver. 
In 1980 werd Pičín onderdeel van de gemeente Jankov, nadat het dorp reeds in 1960, samen met Jankov, ingedeeld was bij het district Benešov.

## Voorzieningen en evenementen
In Pičín zijn een kapel, café en manege gevestigd. De plaatselijke brandweer organiseert jaarlijks een visfeest. Verder worden er vanuit het dorp tochten van amateurwielrenners gehouden onder de naam Cyklotour.

## Verkeer en vervoer

### Autowegen
Er leidt een regionale weg naar het dorp.

### Spoorlijnen
Er is geen station in Pičín. Het dichtstbijzijnde station is in Votice, op zo'n twaalf kilometer afstand.

### Buslijnen
Er is één bushalte in het dorp:
| Halte         | Lijn | Traject          | Vervoerder   |
| ------------- | ---- | ---------------- | ------------ |
| Jankov, Pičín | 553  | Jankov - Benešov | CŠAD Benešov |

## Bezienswaardigheden
- Dorpskapel - de kapel wordt verlicht door twee boogramen en binnenin is een altaar met Mariabeeld te vinden.

## Galerij

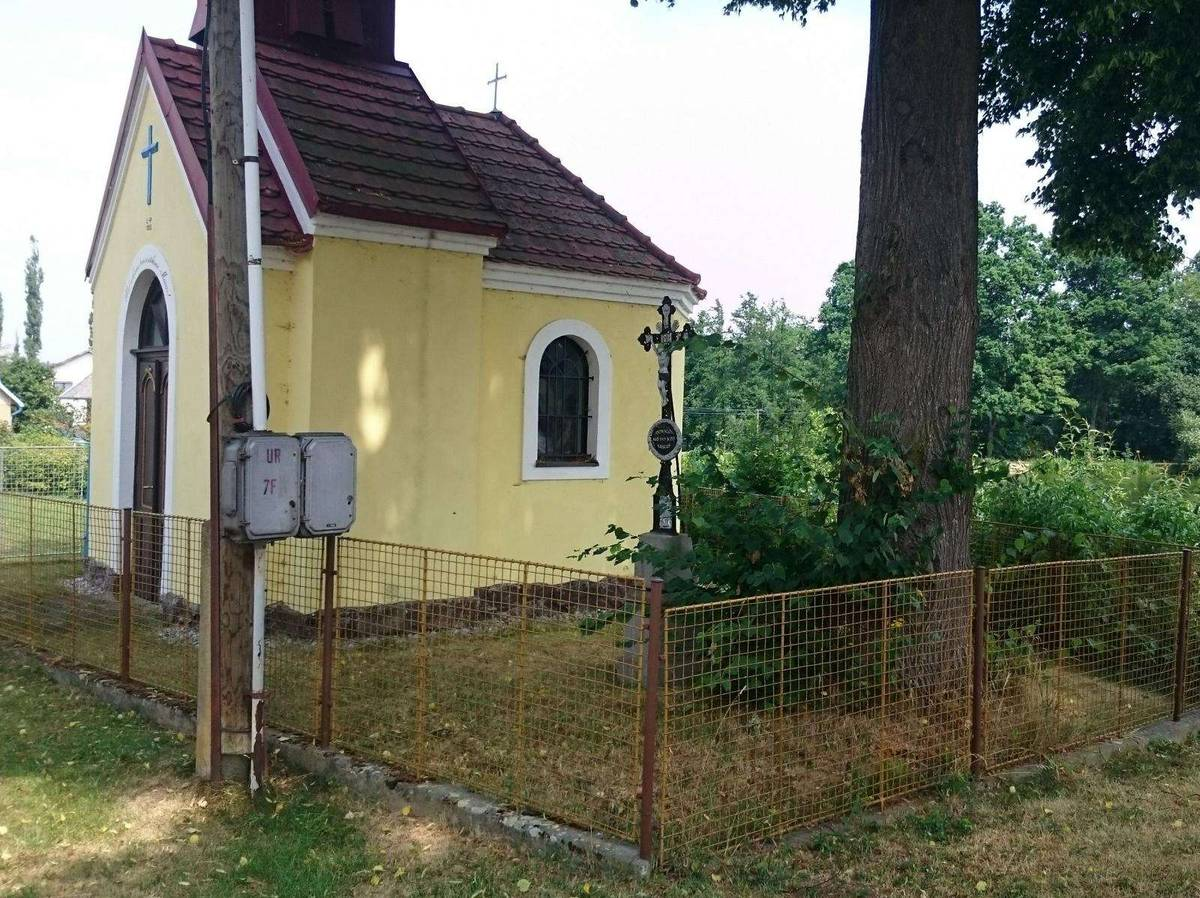
Dorpskapel (2021)
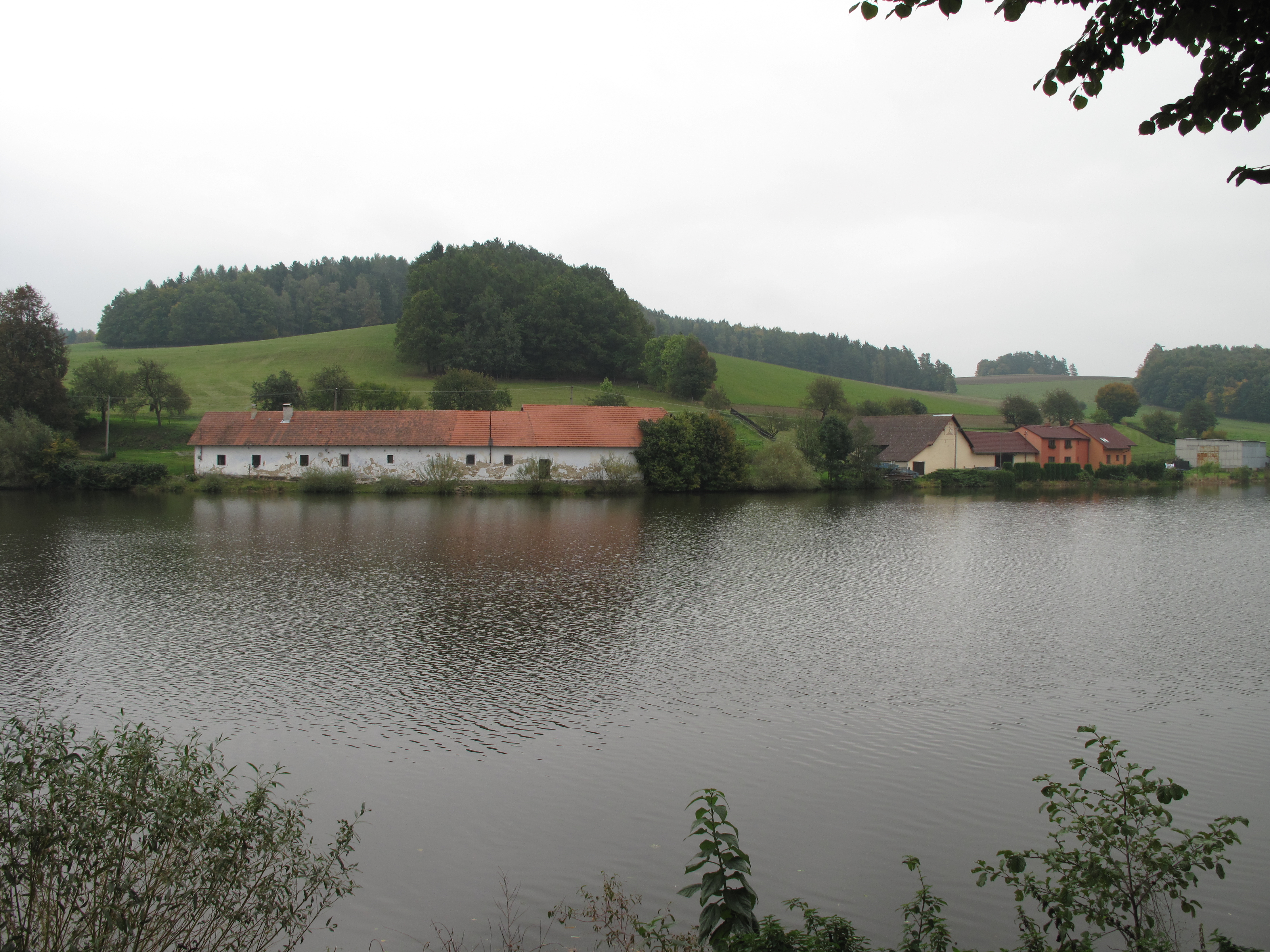
Pičínskývijver (2014)
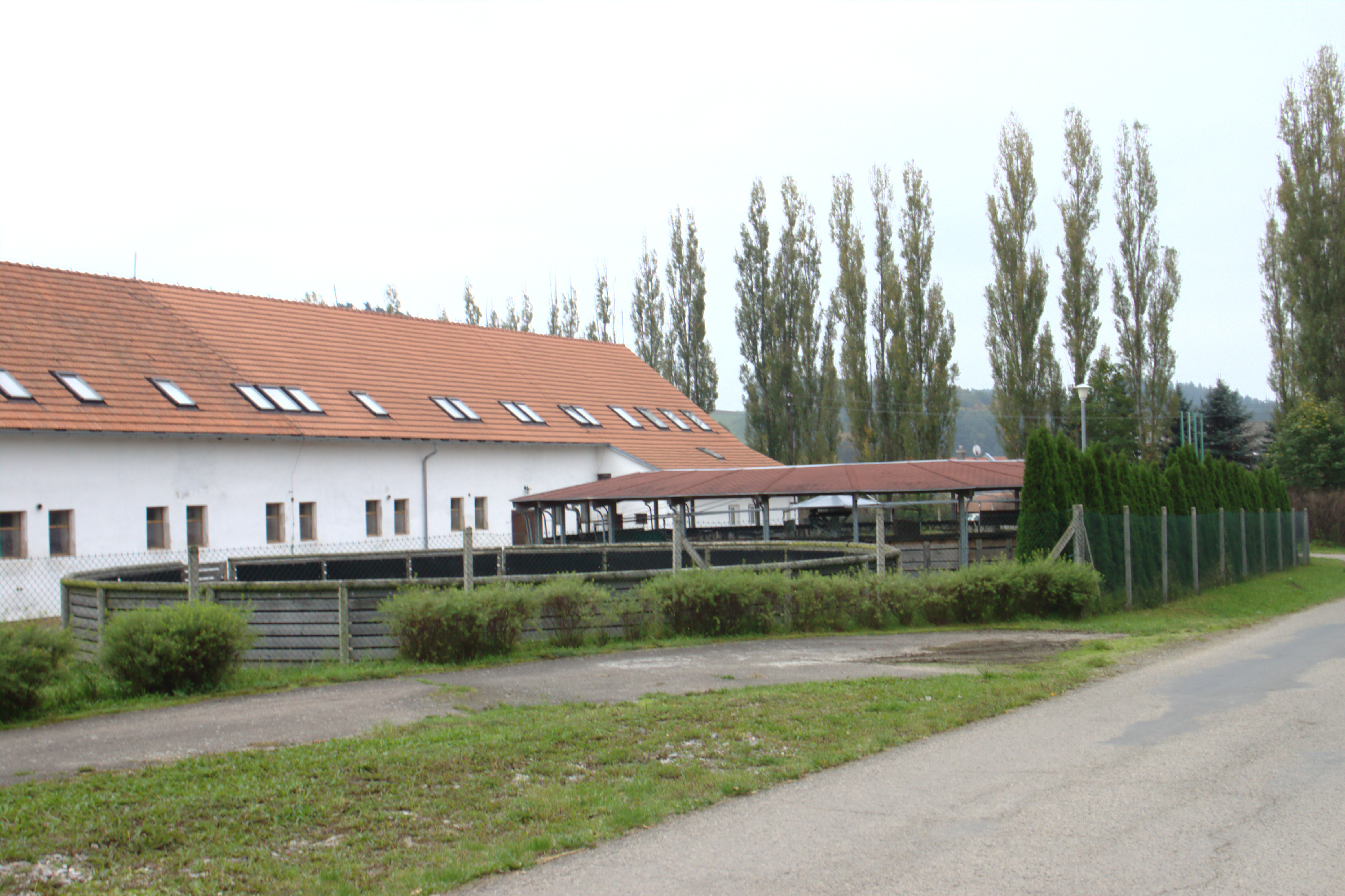
Boerderij in het dorp (2014)
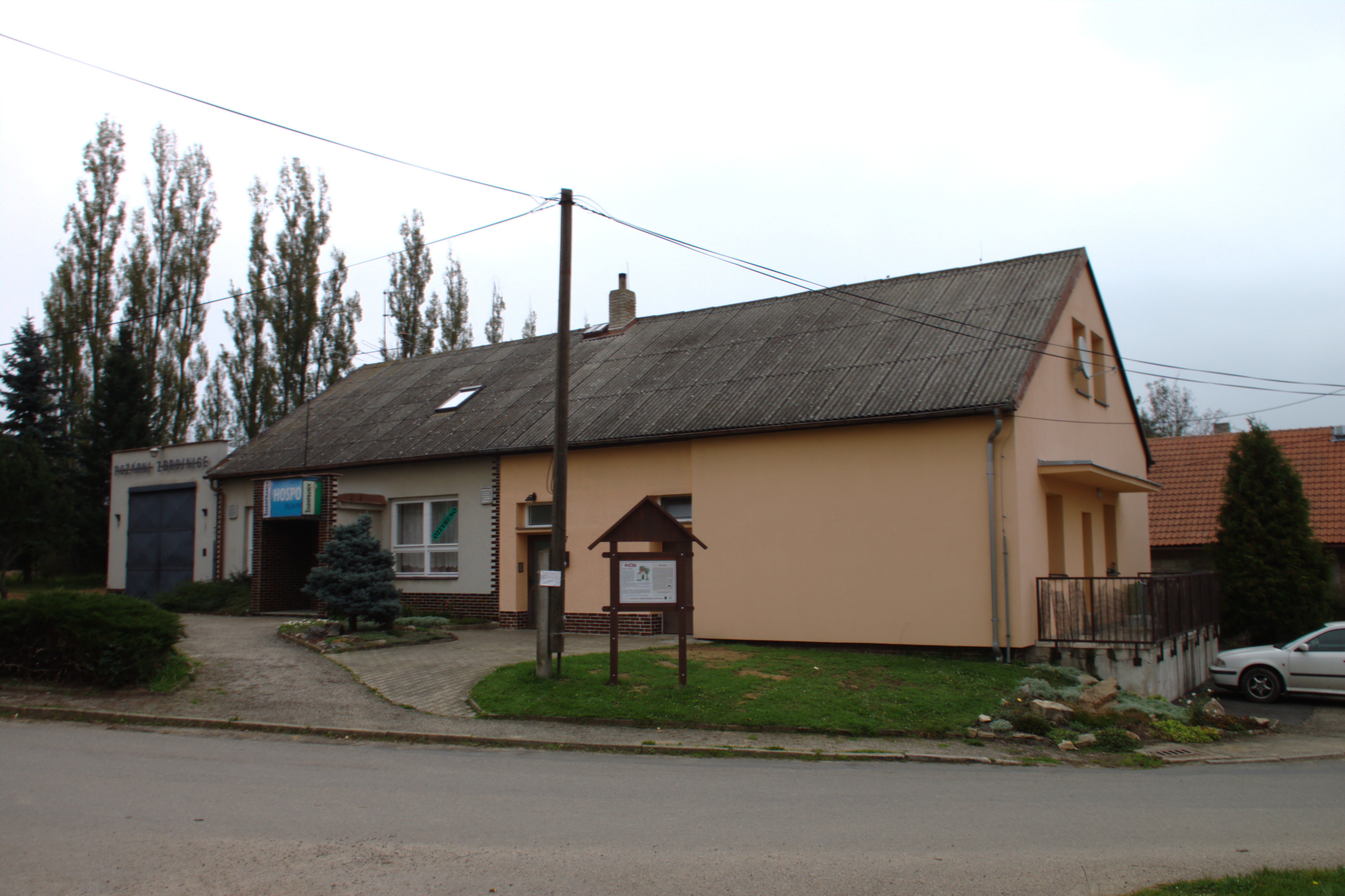
Brandweerkazerne (2014)